# 陳大對
陳大對（?—?），别號白意，福建泉州府晉江縣民籍。

## 生平
萬曆四十三年（1615年）乙卯科福建鄉試第六十二名舉人，四十四年（1616年）丙辰科二甲五十五名進士，兵部觀政，天啓元年授户部主事，管北新大軍倉，二年管下粮所，三年管大通桥，四年升员外郎、雲南司郎中，五年升江西饒州府知府，崇禎元年二月陞為浙江按察司副使、提督學政。四年降为揚州府通州知州，七年拾遺免职。

## 家族
曾祖陳釗。祖父陳紫。父陳綸，儒士。

## 引用
1. ↑  《萬曆四十四年丙辰科進士序齒録》：陳大對，白意，書四房，壬辰十月二十五日生。